# Nguyên tắc Yogyakarta
Nguyên tắc Yogyakarta là một bộ tài liệu tham khảo (nhưng không có giá trị pháp lý) trong các vấn đề về xu hướng tính dục và bản dạng giới, được xuất bản như là kết quả của một cuộc họp giữa các tổ chức phi chính phủ về nhân quyền ở Yogyakarta (Indonesia) vào tháng 11 năm 2006. Các nguyên tắc được bổ sung vào năm 2017, bao gồm các nội dung mới về biểu hiện giới và đặc điểm giới tính và một số nguyên tắc mới. Tuy nhiên, Nguyên tắc Yogyakarta chưa bao giờ được Liên Hợp Quốc chấp nhận. Nhiều quốc gia đã phản đối bộ nguyên tắc này bởi nó xâm phạm các giá trị về xã hội, văn hóa, tôn giáo của họ. Việc đưa bản dạng giới và khuynh hướng tình dục thành các phạm trù chống phân biệt đối xử cũng đã nhiều lần bị Liên Hợp Quốc bác bỏ bởi cả Đại Hội đồng Liên Hợp Quốc, Hội đồng Nhân quyền Liên Hợp Quốc và các cơ quan khác của Liên Hợp Quốc. Vì vậy, Nguyên tắc Yogyakarta, dù đôi lúc được trích dẫn trong các tài liệu liên quan, nhưng bị coi là không có giá trị pháp lý

## Bibliography
- Yogyakarta Principles in Action
- Andrzejewski, Ju; Baltodano, Marta; Symcox, Linda (2009). Social Justice, Peace, and Environmental Education: Transformative Standards. Routledge. ISBN 9780203879429.
- Dittrich, Boris, Yogyakarta Principles: applying existing human rights norms to sexual orientation and gender identity, HIV AIDS Policy Law Rev. 2008 Dec;13(2–3):92-3.
- Ettelbrick, Paula L; Trabucco Zerán, Alia (2016), The impact of the Yogyakarta Principles on the International Human Rights Law Development, A Study of November 2007 – June 2010 (PDF)
- S. Farrior, Human Rights Advocacy on Gender Issues: Challenges and Opportunities, J Human Rights Practice, March 1, 2009; 1(1): 83–100.
- Kara, Sheherezade (2016). “Reclaiming the Gender Framework: Contextualizing Jurisprudence on Gender Identity in UN Human Rights Mechanisms”. LGBTQ Policy Journal. VI: 22–32.
- Michael O'Flaherty and John Fisher, Sexual Orientation, Gender Identity and International Human Rights Law: Contextualising the Yogyakarta Principles, Human Rights Law Review 2008 8(2):207–248; doi:10.1093/hrlr/ngn009
- O'Flaherty, Michael (2015). “The Yogyakarta Principles at Ten”. Nordic Journal of Human Rights. 33 (4): 280–298. doi:10.1080/18918131.2015.1127009. ISSN 1891-8131. S2CID 148294781.
- Otto, Dianne (tháng 10 năm 2015). “Queering Gender (Identity) in International Law”. Nordic Journal of Human Rights. 33 (4): 299–318. doi:10.1080/18918131.2016.1123474. ISSN 1891-8131. S2CID 147374368.
- Tozzi, Piero A (2008), Six Problems with the "Yogyakarta Principles" (PDF), Catholic Family & Human Rights Institute
- Waites, Matthew (2009). “Critique of 'sexual orientation' and 'gender identity' in human rights discourse: global queer politics beyond the Yogyakarta Principles”. Contemporary Politics. 15 (1): 137–156. doi:10.1080/13569770802709604. ISSN 1356-9775. S2CID 143695135.